# فاطمة بن حوحو
فاطمة بن حوحو إعلامية جزائرية من مواليد بوسعادة. عند بلوغها سن الثالثة من عمرها انتقلت مع عائلتها إلى العاصمة الجزائرية. درست في مجال الصحافة وتخرجت من جامعة الجزائر كلية الاعلام، قسم السمعي البصري عام 1988. اشتغلت لفترة من الوقت في وكالة الأنباء المصورة حيث شاركت في إعداد بعض من الأشرطة الوثائقية وتغطيات استفادت منها في تجربتها مع الإعلام. انتقلت بعدها إلى لندن للعمل في قناة إم بي سي كمراسلة ومحررة ومذيعة عام 1991. تم تكريمها من قبل اليونيسيف بعد أن قامت بإنتاج شريط مصور حول تنظيم النسل، كما تم تكريمها أيضاً من طرف وزارة الإعلام المصرية، ثم من جريدة الشرق الأوسط. أسست عام 2009 قناة الساعة التي تتخذ من مدينة الإنتاج الإعلامي بالقاهرة مقراً لها، تملك فاطمة بن حوحو شركة خاصة باسم عكة للاتصال.